# Tarheel Slim
Tarheel Slim, geboren als Allen Rathel Bunn (Bailey, 24 september 1923 - New York, 21 augustus 1977), was een Amerikaanse singer-songwriter en gitarist.

## Carrière
Aanvankelijk werkte Bunn in plaatselijke tabaksplantages, maar begin jaren 1940 begon hij te zingen met verschillende gospelgroepen, zoals The Gospel Four en The Selah Jubilee Singers, waar hij de latere oprichter Thermon Ruth ontmoette. Bunn was de bariton en tweede leadzanger van de groep en deed de gitaarbegeleiding.
In 1949 besloten Bunn en Ruth om een wereldse zanggroep te formeren als spin-off van The Selah Jubilee Singers. Aanvankelijk genaamd als The Jubilators, nam de groep op voor vier verschillende labels in New York onder vier verschillende namen op een dag in 1950. Uiteindelijk vastgesteld als The Larks nam de groep Eyesight to the Blind op voor Apollo Records, met leadzang en gitaar van Bunn, dat in juli 1951 de Billboard Hot 100 r&b-hitlijst bereikte (#5). De opvolgende single Little Side Car, ook gezongen door Bunn, bereikte later in hetzelfde jaar ook de r&b-hitlijst (#10). The Larks toerden daarna met Percy Mayfield en Mahalia Jackson. Bunn woonde voor de rest van zijn leven in New York.
Begin 1952 verliet Bunn de groep voor een solocarrière met de eerste blues-opnamen voor Apollo Records, begeleid door Sonny Terry en Brownie McGhee. Daarna wisselde hij in 1953 naar Red Robin Records van Bobby Robinson als Alden Bunn of Allen Baum. Omstreeks 1955 trouwde hij met Anna Lee Sandford (1935-2004) en ze begonnen samen te zingen en namen op als The Lovers voor Lamp Records, een dochteronderneming van Aladdin Records. Hun eerste opname samen Darling It's Wonderful, geschreven door Bunn en gearrangeerd door Ray Ellis, bereikte de r&b-hitlijst (#15) en de Billboard Hot 100-pophitlijst (#48) in 1957. Bunn was manager en nam op met de groep The Wheels bij Premium Records en The Federals bij De Luxe Records.

## Als Tarheel Slim
Bunn koos weer voor solo-opnamen onder de naam Tarheel Slim in New York in 1958 voor producent Bobby Robinson bij Fury Records. Zijn eerste opnamen waren Wildcat Tamer / Number 9 Train. Op beide zijden van de plaat speelden zowel gitarist Wild Jimmy Spruill als Bunn. Hoe dan ook, de opname was op dat moment geen succes en Bunns latere opnamen voor Robinsons Fire Records en Fury Records in de late jaren 1950 en vroege jaren 1960 werden allen toegeschreven aan het duo Tarheel Slim en Little Ann. Hun eerste opname It's Too Late voor Fire Records bereikte de r&b-hitlijst (#20) in 1959. De opname werd ook uitgebracht bij Checker Records. Latere opnamen van Tarheel Slim en Little Ann bevatten een mengeling van stijlen, inclusief rockabilly, maar geen enkele werd een commercieel succes. Het duo nam even op voor Atco Records in 1963, maar verdwenen daarna van het toneel.
Begin jaren 1970 werd Tarheel Slim herontdekt door speurder Peter Lowry als soloartiest, met akoestische gitaar in de stijl van Brownie McGhee tijdens festivals en voor collegepubliek. Hij nam het album No Time at All op bij Trix Records in 1975, met pianist Big Chief Ellis op sommige nummers. Hij speelde ook met John Cephas op Ellis' eigen album in 1977.

## Overlijden
Tarheel Slim hoorde de diagnose keelkanker in 1977 en overleed op 21 augustus 1977 op 53-jarige leeftijd aan de gevolgen van een longontsteking tijdens chemotherapie.
- Gemeinsame Normdatei: 1051287952
- International Standard Name Identifier: 0000 0000 3722 5781
- Library of Congress Control Number: no2015126573
- MusicBrainz: d12c3212-afe9-4407-bf88-921499fc3bf6
- Virtual International Authority File: 5288148269738205230007
- WorldCat: E39PBJjRW6m7Hhvq3VkqmrPqQq